# Kangasvesi
Kangasvesi är en sjö i Finland. Den ligger i kommunen Kontiolax i landskapet Norra Karelen, i den sydöstra delen av landet, 400 km nordost om huvudstaden Helsingfors. Kangasvesi ligger 83,8 meter över havet. Arean är 13,72 kvadratkilometer och strandlinjen är 65,27 kilometer lång. Sjön  ingår i Vuoksens huvudavrinningsområde.   I omgivningarna runt Kangasvesi växer i huvudsak blandskog.